# Bougainvillia longistyla
Bougainvillia longistyla is een hydroïdpoliep uit de familie Bougainvilliidae. De poliep komt uit het geslacht Bougainvillia. Bougainvillia longistyla werd in 2004 voor het eerst wetenschappelijk beschreven door Xu & Huang. 